# Mihai Chirica
Mihai Chirica (ur. 1 września 1971) – rumuński polityk i urzędnik. Od 2016 roku sprawuje godność burmistrza Jassy.
Z wykształcenia jest inżynierem. W 2002 roku rozpoczął pracę w administracji samorządowej Jassy na stanowisku szefa dyrekcji inwestycji i techniki. W latach 2012–2016 był zastępcą burmistrza miasta. Należy do Partii Narodowo-Liberalnej, zaś w przeszłości działał w partii socjaldemokratycznej.